# Parole de sagesse (mormonisme)
 (février 2018).
 (février 2018).

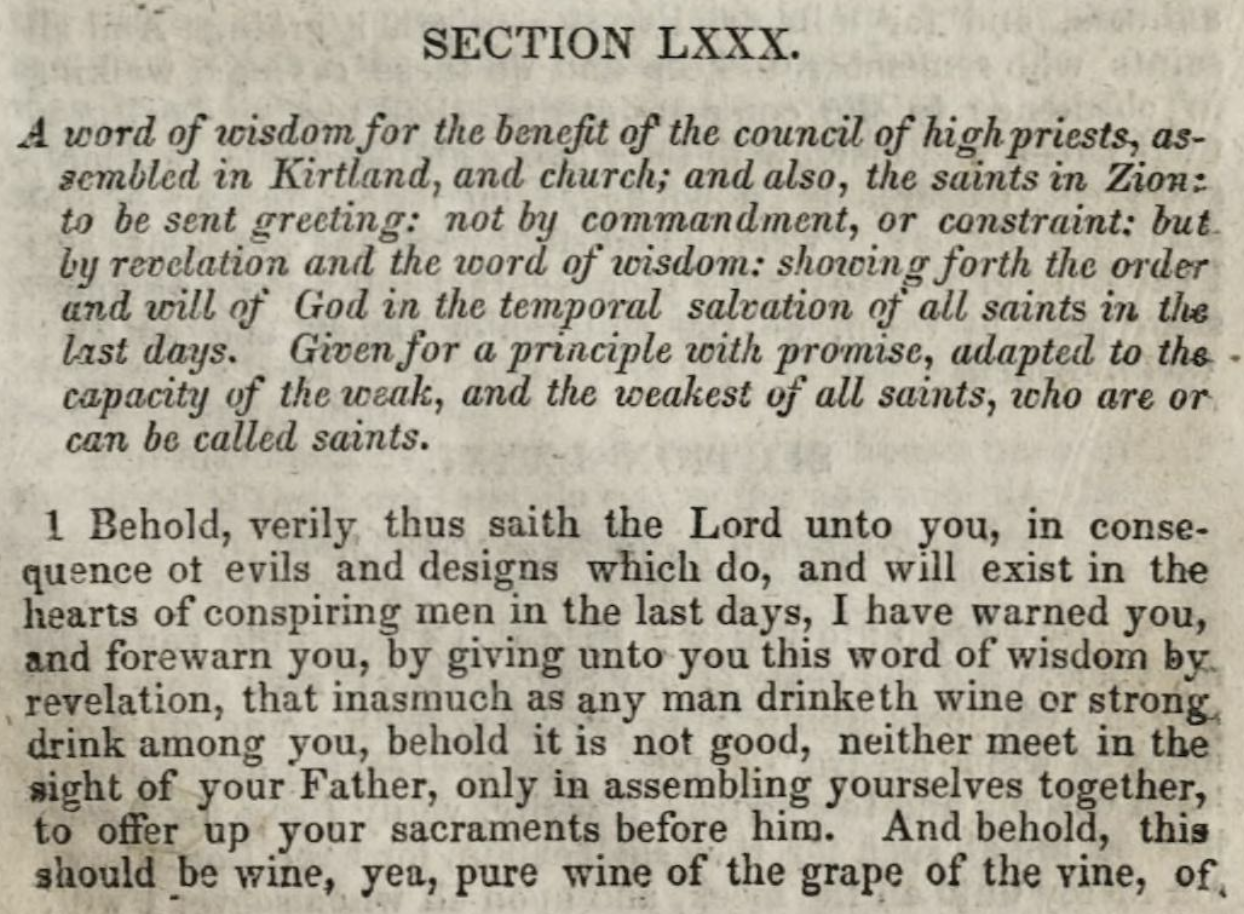
La Parole de Sagesse, un texte dicté en 1833 par Joseph Smith, portant sur l'abstinence d'alcool et d'autres substances spécifiques, publié dans l'édition de 1835 du Doctrine et Alliances.

La Parole de sagesse est la loi de santé révélée en 1833 à Joseph Smith pour le bénéfice physique et spirituel des saints des derniers jours.
Elle contient des conseils alimentaires et des mises en garde contre les substances à éviter, avec une promesse de bienfaits temporels et spirituels en cas d'obéissance. La Parole de sagesse exclut la consommation d'alcool, de tabac, et de boissons brûlantes. Elle est « adaptée à la capacité des plus faibles de tous les saints ». Elle est l'objet de la section 89 de Doctrine et Alliances.  